# 四川丝瓣芹
四川丝瓣芹（学名：Acronema sichuanense）是伞形科丝瓣芹属的植物，是中国的特有植物。分布在中国大陆的青海、四川等地，生长于海拔3,600米至4,000米的地区，见于林下以及岩石缝隙阴湿处，目前尚未由人工引种栽培。